# Canal+ Séries
Canal+ Séries est à la fois une chaîne de télévision payante française et un service vidéo sur abonnement consacré à la diffusion de séries télévisées. L'entreprise appartient au Groupe Canal+ du groupe Vivendi, lui-même contrôlé par le groupe Bolloré et fait partie du bouquet payant Les Chaînes Canal+. Ce service est décliné pour la Pologne, le nom Canal+ Seriale.

## Historique de la chaîne
Par le biais de la revue professionnelle Satellifax, le 12 juin 2013, le Groupe Canal+ annonce la création de Canal+ Séries pour la rentrée 2013, l'intégrant le bouquet des chaînes Canal+. Le 21 juin 2013, le CSA donne le feu vert au groupe pour lancer sa chaîne, stipulant cependant que 70 % des programmes doivent provenir de Canal+ et les 30 % restants, devant être produits et fournis par la chaîne.
Canal+ Séries commence à émettre le 21 septembre 2013 à 21 h avec la diffusion des deux premières saisons de la série Homeland. Le 25 septembre, la chaine diffuse la série inédite en France : Hannibal. La chaîne propose « en direct des États-Unis » la diffusion des troisièmes saisons de Revenge et Scandal[réf. nécessaire].
Le 15 octobre 2019, Canal+ Séries cesse sa diffusion en Afrique, remplacée par Canal+ Elles,.

### Identité graphique
Le 1er septembre 2023, toutes les chaînes Canal+, dont la déclinaison « Séries », bénéficient d'une refonte de leur identité graphique.

Logo de Canal+ Séries du 21 septembre 2013 au 1er septembre 2023.
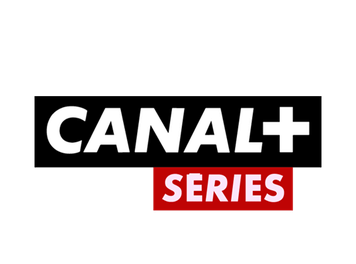
Logo de Canal+ Séries depuis le 1er septembre 2023.

## Programmes
La programmation de Canal+ Séries est uniquement composée de séries à vocation grand public. On peut noter Marathon, Canal+ Séries enchaine sans interruption, tous les épisodes d'une ou plusieurs saisons d'une série.A l'Heure US : des séries américaines en exclusivité quelques heures après leur diffusion aux États-Unis en version originale sous-titrée.

### Séries

#### Créations originales Canal+
- 6x Confiné.e.s
- 66-5
- Baron noir
- Borgia
- Braquo
- Bref.
- BRI
- Bullit & Riper
- Calls
- Calls chapitre US
- Engrenages
- Enterrement de vie de garçon
- D'argent et de sang
- Des gens bien ordinaires
- Désordres
- Django
- Families like Ours (en)
- Hard
- Hippocrate
- Hobbies
- Infiniti
- Jour polaire
- Kaboul Kitchen
- L'Amour flou
- L'Effondrement
- La fièvre
- La Flamme
- La Guerre des mondes
- La Meilleure Version de moi-même
- La Nuit où Laurier Gaudreault s'est réveillé
- La Vengeance au triple galop
- Lascars
- Le Flambeau : Les Aventuriers de Chupacabra
- Le Bureau des légendes
- Le monde magique de Jérôme Commandeur
- Les Kassos
- Les Revenants
- Les Sauvages
- Loups garous
- Mafiosa, le clan
- Maison close
- Marie-Antoinette
- Mister spade
- Mouche
- Narvalo
- Neuf mecs
- Neuf meufs
- On the Verge
- OVNI(s)
- Pamela Rose, la série
- Paris Police 1900
- Paris Police 1905
- Platane
- Possessions
- Terminal
- The New Pope
- Tunnel
- Validé
- Vernon Subutex
- Versailles
- VTC
- WorkinGirls
- ZeroZeroZero

#### Formats courts Canal+
Les formats courts sont des séries contenant des épisodes de quelques minutes.
- Flippé
- Fleur bleue
- Les Kassos
- Broute
- D'autres que moi
- Dans ma tête
- Un entretien
- Casting(s)
- Pour 1 euro, j'écoute vos problèmes
- Les cahiers d'Esther
- Migraine
- Coach Hakim

### Émissions
Canal+ Séries rediffuse plusieurs anciennes émissions des chaines du groupe Canal+ :
- Le cercle séries : émission de critique sur les séries, présenté par Renan Cros
- Profession : émission consacrée à une profession, présentée par Antoine de Caunes
- Magistral.e : émission consacrée au parcours d'un artiste.
- L'hebd'Hollywood : émission sur le cinéma américain, présenté par Didier Allouch.
- Des documentaires dans les coulisses des créations originales et décalées des séries produites par Canal+.

Canal+ Séries rediffuse aussi quelques films des chaines du groupe Canal+.

Bâtiment de Canal+ à Boulogne-Billancourt

Canal+ Séries est détenue à 100 % par Canal+ France, lui-même détenu à 80 % par le Groupe Canal+ et à 20 % par Lagardère Active.

## Diffusion
Canal+ Séries est proposée sur son application mobile MyCanal.
Elle est présente dans le bouquet Les chaînes Canal+. 
Depuis le 5 juin 2025, la chaîne est devenue une exclusivité Canal+,.